# Fisica sperimentale

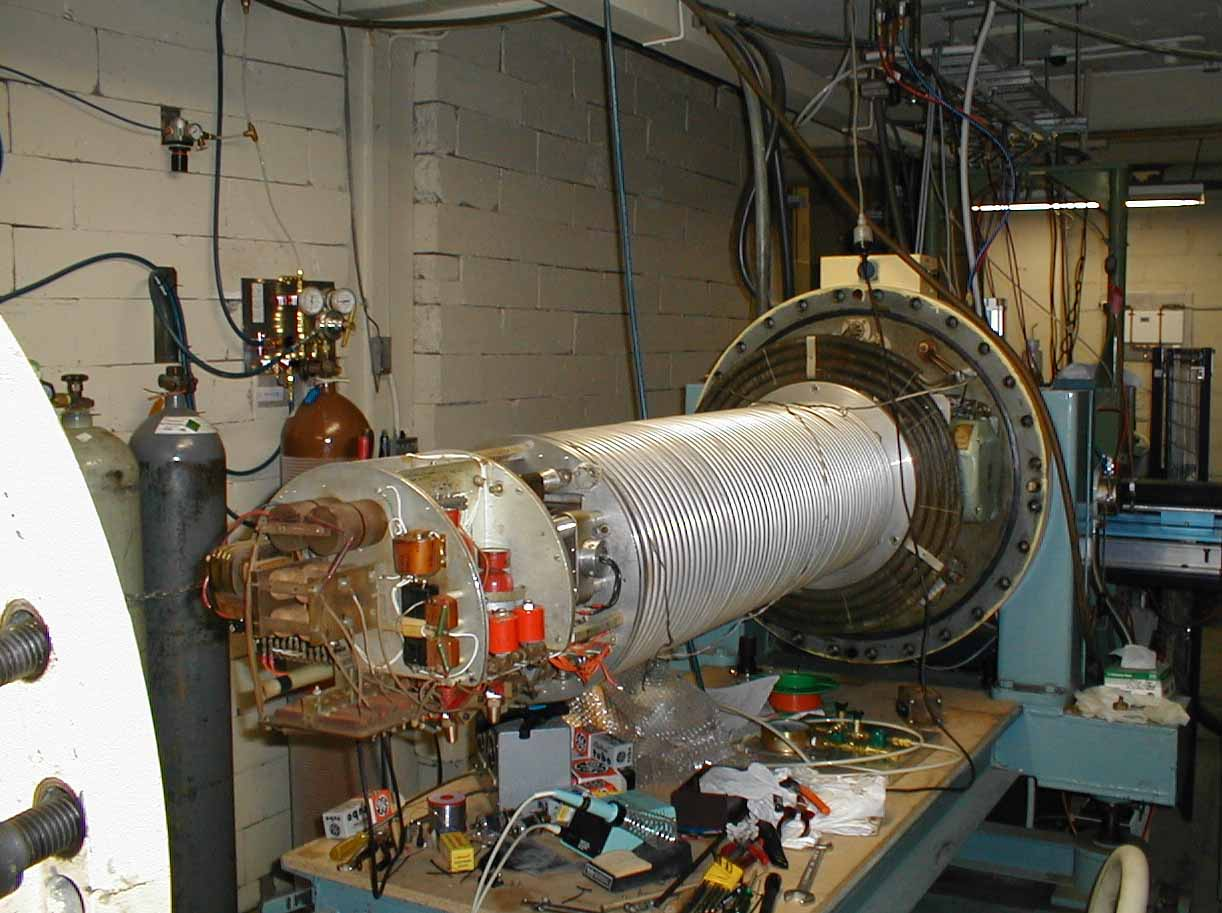
Acceleratore lineare Van der Graff a stadio singolo da 2 MeV, aperto per la manutenzione. (1960)

Tra i campi speculativi della fisica, la fisica sperimentale racchiude tutte le discipline e sotto-discipline che utilizzano direttamente i significati delle osservazioni dei fenomeni fisici, con lo scopo di ottenere dati ed informazioni riguardanti l'Universo e i suoi fenomeni fisici. I metodi variano molto: da semplici esperimenti e semplici osservazioni fino ad esperimenti più complicati come le osservazioni presso gli acceleratori di particelle come l'LHC.

## Descrizione

Esperimento della doppia fenditura, uno degli esperimenti notevoli propri della fisica moderna studiati dalla fisica sperimentale

### Importanza
L'aspetto sperimentale, cioè l'esperimento, è stato da sempre il primo passo dell'indagine scientifica ovvero del metodo scientifico in fisica e nelle scienze sperimentali. Ad esso si associa la fase dell'interpretazione teorica dei risultati osservati spesso relegata al campo della fisica teorica in grado di interpretare il tutto in eleganti teorie fisico-matematiche. Le due branche collaborano dunque insieme per il raggiungimento dei fini dell'indagine scientifica. 

### Metodi
La fisica sperimentale usa due principali metodi per la ricerca sperimentale: esperimenti controllati ed esperimenti naturali. Gli esperimenti controllati sono spesso utilizzati nei laboratori dove è possibile realizzare ambienti condizionati. Gli esperimenti naturali sono utilizzati, ad esempio, in astrofisica dove si osservano gli oggetti celesti ed è impossibile influenzarne le variabili.

### Esperimenti attuali

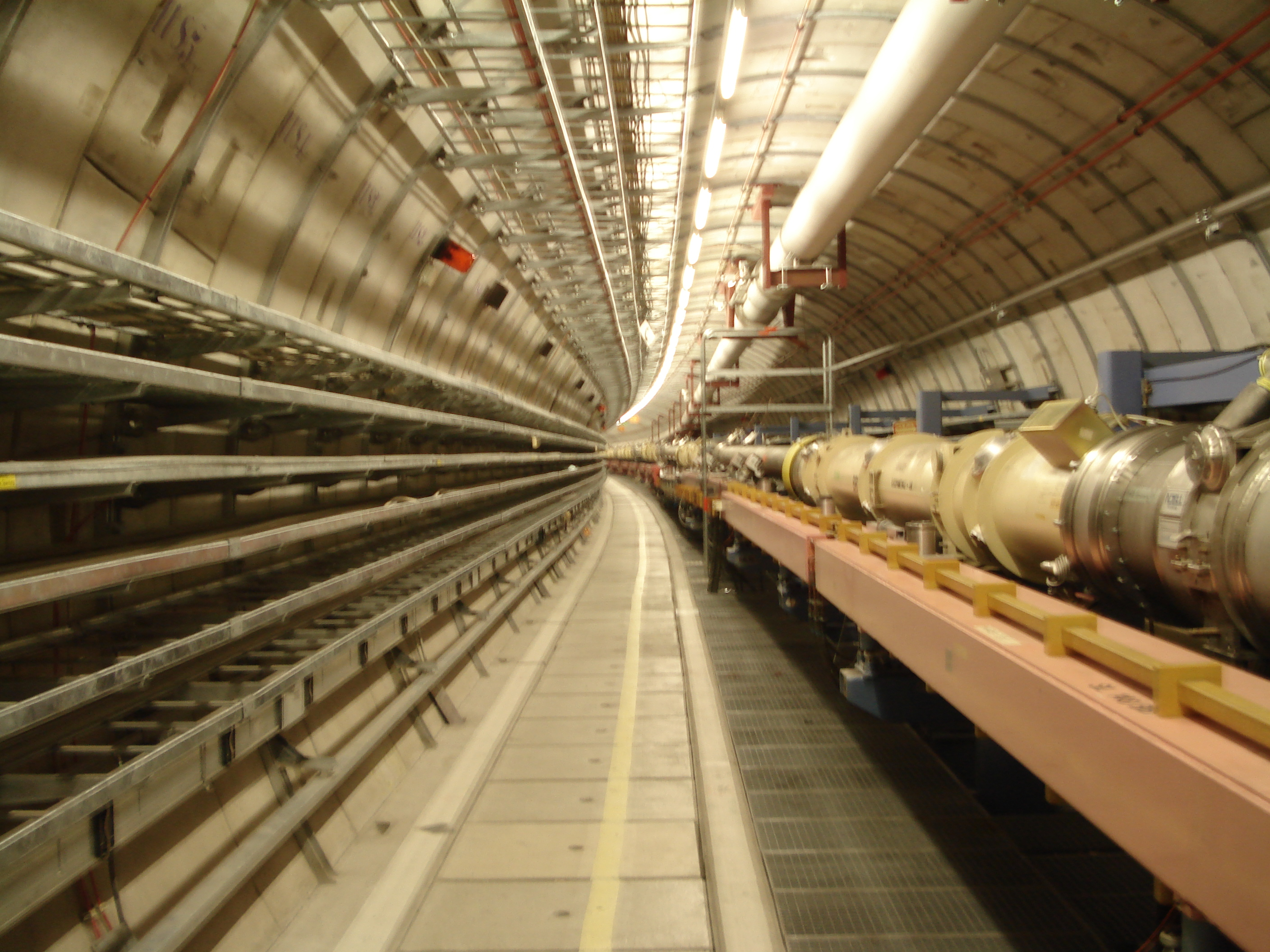
Acceleratore HERA

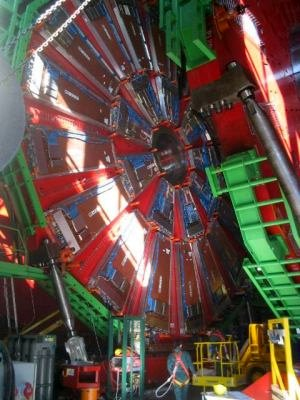
Parte del rivelatore di CMS all'LHC presso il CERN di Ginevra, un'attività sperimentale.

Alcuni esempi dei più importanti progetti di fisica sperimentale sono:
- Collisioni relativistiche di ioni pesanti attraverso le quali si ha la collisione di ioni pesanti, come ioni d'oro, con protoni; questo progetto ha sede presso il Brookhaven National Laboratory, a Long Island, USA.
- HERA, in cui collidono elettroni o positroni e protoni; è parte del DESY (Deutsches Elektronen Synchrotron), situato ad Amburgo, Germania.
- Il Large Hadron Collider (LHC), operativo a partire da novembre 2009 e attualmente l'acceleratore di particelle più potente al mondo. È situato presso il CERN, sul confine Franco-Svizzero vicino a Ginevra.

### Sperimentalisti

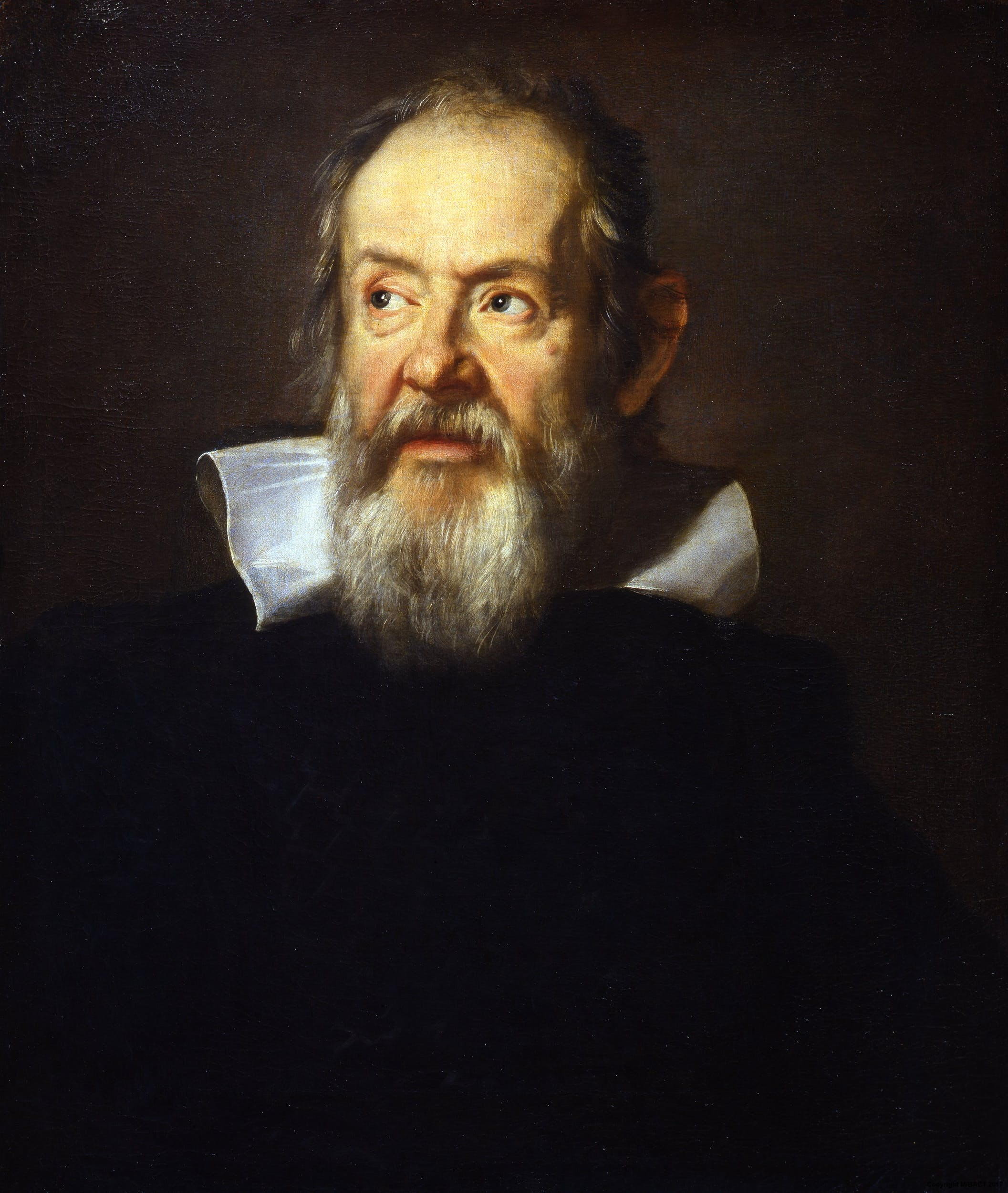
Galileo Galilei, primo grande sperimentalista

Gli sperimentalisti o empiristi sono scienziati che intraprendono attività di ricerca nella fisica sperimentale o studiano campi contenuti all'interno della fisica sperimentale stessa. Inizialmente molti di questi scienziati erano anche fisici teorici. Alcuni dei più noti furono/sono:
- Galileo Galilei
- Benjamin Franklin
- Michael Faraday
- Ernst Mach
- Ernest Rutherford
- Wilhelm Conrad Röntgen
- Antoine Henri Becquerel
- Marie Curie
- John William Strutt Rayleigh
- Joseph John Thomson
- Max von Laue
- William Lawrence Bragg
- Albert Abraham Michelson
- Robert Andrews Millikan
- Chandrasekhara Venkata Raman
- Enrico Fermi
- Ernest Orlando Lawrence
- William Bradford Shockley
- John Bardeen
- Robert Oppenheimer
- Arthur Compton